# Lucio Valerio Flaco (cónsul 195 a. C.)
Lucio Valerio Flaco  fue un político y militar romano que vivió a finales del siglo III a. C. y comienzos del siglo II a. C.
Flaco era un patricio e hijo de Publio Valerio Flaco, cónsul en 227 a. C. con Marco Atilio Regulo. Su hermano era el flamen dialis Cayo Valerio Flaco, quien hizo una respetable carrera política como pretor, aunque no cónsul.

## Primeros años
Flaco fue elegido edil curul en 201 a. C. En 200 a. C. En el intervalo entre su edilicio y la pretura, Lucio Valerio fue legado en el ejército del pretor Lucio Furio Purpúreo, operando en la Galia Cisalpina. Aquí los galos sublevados, cuyo comandante era el cartaginés Amílcar, tomaron Placentia y sitiaron Cremona. En la batalla decisiva, Lucio Furio Purpúreo derrotó por completo al enemigo, y Flaco, que comandaba la caballería, jugó un papel importante en esta batalla. Según Livio, 35 mil galos fueron asesinados o capturados (Amílcar fue uno de los asesinados), y 2 mil ciudadanos de la Placentia fueron liberados. En 199 a. C. Fue elegido pretor con cargo en Sicilia. Mientras era pretor electo, prestó juramento en nombre de su hermano Cayo Valerio Flaco, que había sido elegido edil curul, porque este no podía tomarlo por sí mismo al ser flamen Dialis.
Flaco se convirtió en amigo, mecenas político y aliado del joven senador plebeyo Marco Porcio Catón, más tarde llamado Catón el Viejo, durante los primeros años de la segunda guerra púnica. Flaco es posiblemente el Valerio Flaco, que era un tribuno militar en 212 a. C., sirviendo bajo los cónsules que capturaron el campamento de Hannon en Beneventum.
En 195 a. C. fue nombrado pontifex en el lugar de Marco Cornelio Cetego que había muerto el año anterior.

## Consulado y proconsulado
En el mismo año (195 a. C.) fue investido con el consulado, junto con Catón el Viejo, y recibió Italia por provincia. Antes de abandonar Roma, se encargó junto con su colega y el pretor Aulo Cornelio Mamula de consagrar una fuente sagrada votada veintiún años antes. Durante el verano derrotó a los boyos cerca del bosque de Litana en una batalla campal en la que murieron cerca de ocho mil boyos. El resto abandonó la guerra y huyó disperso a sus aldeas. Flaco pasó el resto de su magistratura en las orillas del Po, entre Placentia y Cremona, ocupado en la restauración de lo destruido por la guerra. Estuvo brevemente en Roma a finales de año para dirigir las elecciones.
Permaneció en el norte de Italia en el año 194 a. C. procónsul. En las cercanías de Milán, luchó con éxito contra los boyos, que liderados por Doluraco habían cruzado el Po, y los galos ínsubros, llevados a la alianza por los primeros. Diez mil enemigos se señala que fueron muertos.

## Legatus
En 191 a. C. se desempeñó como legatus del cónsul Manio Acilio Glabrión durante la guerra etolia.
Con dos mil soldados de infantería, se le ordenó ocupar Roduntia y Tiquiunte, pero fracasó en el intento. Más tarde, durante el sitio de Heraclea, se ocupó del frente en el área del gymnasium en las proximidades del Asopo. Tras la caída de Heraclea, acompañó a una delegación etolia a Hipata por orden del cónsul donde conminó a los líderes etolios allí reunidos a que desistieran de seguir guerreando y se rindiesen a Roma. Cuando los etolios, encabezados por Feneas, escucharon las condiciones impuestas por Glabrión, solicitaron un plazo de diez días para discutirlas en la asamblea de Hipata y recibieron el respaldo de Flaco para hacerlo.

## Últimos años
Como triunviro en el año 190 a. C., recibió el encargo de distribuir colonos entre las ciudades de Placentia y Cremona. Al año siguiente, también como triunviro, fundó una colonia en Bononia (la actual Bolonia) con tierras requisadas a los boyos.
Fue elegido censor junto a Catón en el año 184 a. C. en medio de una gran rivalidad con otros candidatos patricios, Su censura se destacó por su severidad: Escipión Asiático, el cónsul de 190, perdió su rango ecuestre; y los contratos públicos fueron arrendados estrictamente, también junto con su colega expulsó del Senado a siete miembros, entre ellos a Lucio Quincio Flaminino de rango consular, En el mismo año fue nombrado princeps senatus en reemplazo de Escipión el Africano. Murió en el año 180 a. C. y fue sucedido en el pontificado por Quinto Fabio Labeón.

## Familia y aliados
Flaco pertenecía a la gens Valeria, una de las más importantes gentes patricias. Fue hijo de Publio Valerio Flaco, cónsul en el año 227 a. C. y aliado político de Catón el Mayor, con quien compartió consulado y censura. Ambos defendieron los ideales políticos y militares de la tradición romana conservadora, que encontraban su figura más característica en la persona de Quinto Fabio Máximo Verrucoso, y se opusieron a las facciones más helenísticas representadas por los Escipiones.